# Mala čačalaka
Mala čačalaka (lat. Ortalis superciliaris) je vrsta ptice iz roda Ortalis, porodice Cracidae. Živi isključivo u Brazilu, endem je te države. Prirodna staništa su joj suptropske i tropske suhe i nizinske šume, kao i grmovita područja. Ugrožena je zbog gubitka i fragmentacije staništa, te lova.